# Lokobe-reservatet
Lokobe Reservatet er et naturreservat i den nordvestlige del af Madagaskar i Diana-regionen, i den tidligere provins Antsiranana. Lokobe Reservatet ligger på den sydøstlige side af Nosy Be, som er en ø der ligger ud for vestkysten af Madagaskar. Stedet er kendt for at huse sort lemur og Panter kamæleon (Furcifer pardalis).
Reservatet har et areal på 15.23 km², blev oprettet i 1927, og er af IUCN kategoriseret i Ia, strict nature reserve, som er områder med  særligt fremtrædende eller repræsentative økosystemer ... Disse områder skal være fuldstændigt lukkede for menneskelig udnyttelse og kun være tilgængelige for videnskabelige studier;